# Attila Kovács
Attila Kovács (n. 27 decembrie 1974, Brașov, România) este un politician român, membru al Parlamentului României în legislatura 2004-2008, ales pe listele UDMR. În cadrul activității sale parlamentare, Attila Kovács a fost membru în grupurile parlamentare de prietenie cu Japonia, Republica Cuba și Republica Federativă a Braziliei.  